# グラールス州

グラールス州の位置

グラールス州 (グラールスしゅう、Kanton Glarus) は、スイスのカントン（州）。人口は4万0000人（2015年12月）。州都はグラールス。ドイツ語圏。
州は25の自治体に分かれている（中間の行政区はない）。州の問題について、直接民主制を採る2つのカントンのうちのひとつである（もう一つはアッペンツェル・インナーローデン準州）。州議会は置かれず、州民集会 (landsgemeinde) （ランツゲマインデ）によって州の重要事項が決められる。

## 地理

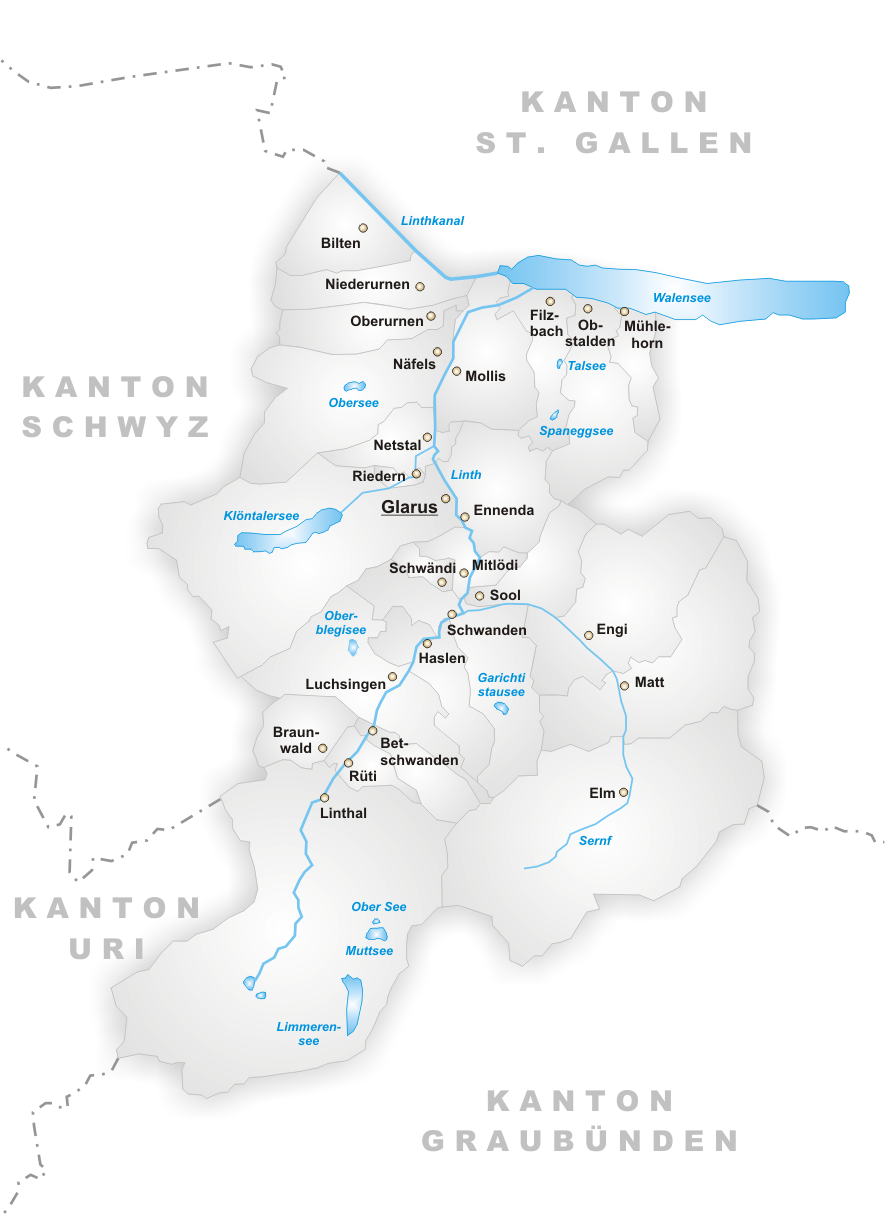
グラールス州の地図

グラールス州はスイスの中央よりやや東、深い谷に位置している。

### 隣接している州
- 南:グラウビュンデン州
- 南西:ウーリ州
- 西:シュヴィーツ州
- 北,東:ザンクト・ガレン州